# Henriette Rolin-Lagrange
Pour les articles homonymes, voir Lagrange et Rolin.
Henriette Rolin-Lagrange, née à Saint-Josse-ten-Noode, le 3 février 1853 et morte à Ixelles le 24 mars 1920, est une artiste peintre et aquarelliste belge.
Son champ pictural couvre les paysages et les vues de ville. Elle expose aux salons triennaux belges à partir de 1893. Le Musée Émile Van Doren et le Musée de Bokrijk conservent à Genk des aquarelles de l'artiste.

## Biographie

### Famille
Henriette (Henriette Coralie) Lagrange, née rue Galilée no 4 à Saint-Josse-ten-Noode le 3 février 1853, est la fille de Jacques Eugène Lagrange (1806-1863), officier et professeur à l'école royale militaire de Bruxelles, et de l'écrivaine Élise Laurillard-Fallot (1828-1913). Henriette Lagrange épouse à Ixelles 16 août 1871 Achille Rolin (1839-1926), conseiller à la cour d'appel de Bruxelles. Le couple a trois enfants : Henri Rolin (1874-1946), dessinateur, Madeleine Rolin (1879-1968) et Jean Rolin (1884-1975), père de l'écrivaine Dominique Rolin,.

### Carrière

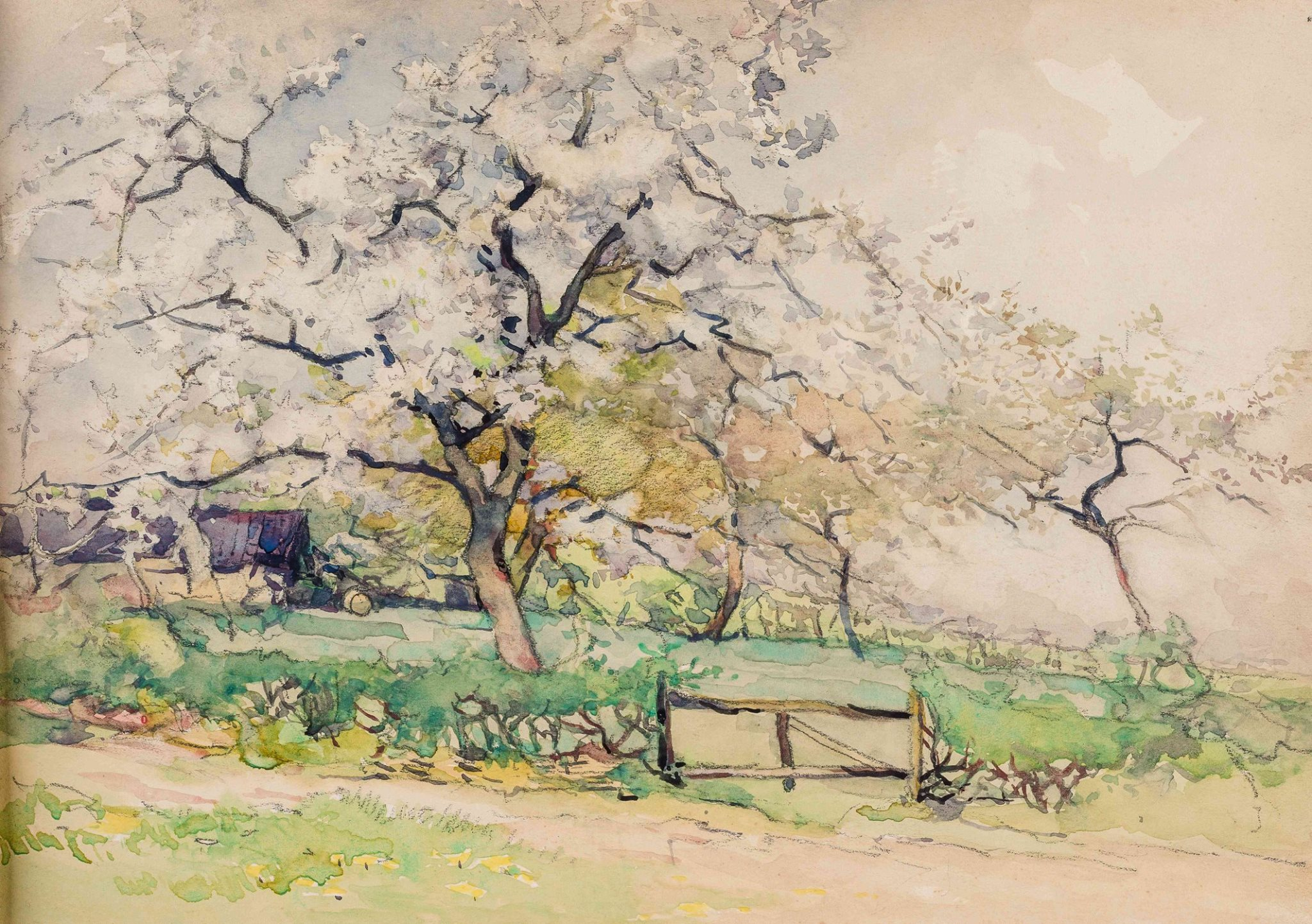
Printemps - Aquarelle d'Henriette Rolin-Lagrange (collection particulière).

La première exposition documentée d'Henriette Rolin est le Salon de Bruxelles de 1893, où elle expose deux aquarelles intitulées La Meuse à Visé et Roches à Bombaye.
Henriette Rolin meurt à Ixelles le 24 mars 1920, à l'âge de 67 ans.

## Œuvre

### Caractéristiques
Essentiellement aquarelliste, son champ pictural couvre les paysages et les vues de ville.

### Expositions

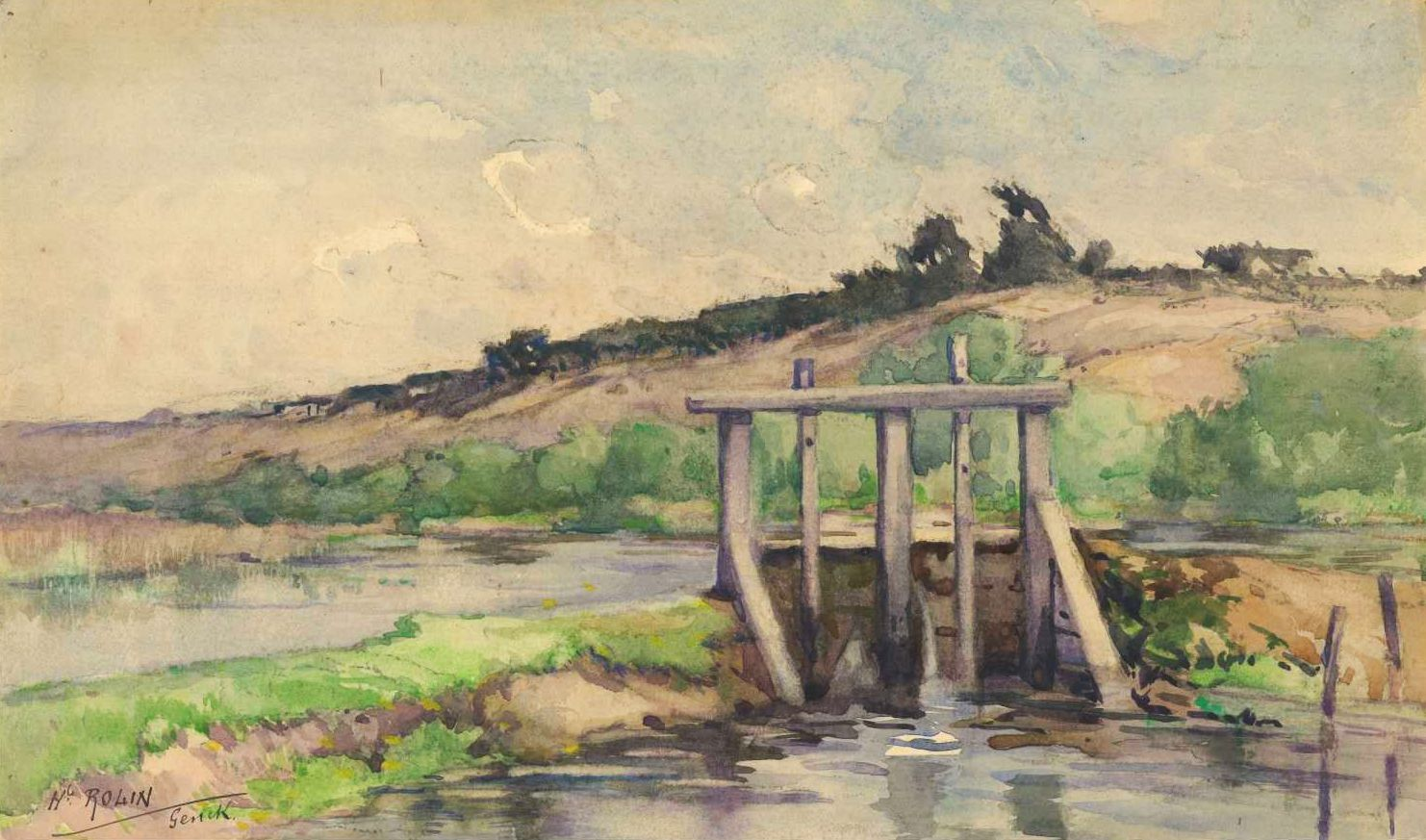
Aquarelle d'Henriette Rolin-Lagrange représentant une Écluse à Genk.

Hormis mention contraire, les œuvres exposées sont des aquarelles.
- Salon de Bruxelles de 1893 : La Meuse à Visé et Roches à Bombaye[3].
- Exposition universelle de 1894 à Anvers : Chemin creux à Lorette et Sur la Meuse (Hollande)[4].
- Salon de Gand (XXXVIe) de 1895 : Sur la Meuse à Eysden et Verger au crépuscule[5].
- Salon de Bruxelles de 1897 : Église Saint-Nicolas à Furnes[6].
- Salon de Bruxelles de 1903 : Genêts[7].
- Salon de Bruxelles de 1907 : deux aquarelles[8].
- Salon du cercle artistique Le Lierre à Bruxelles en 1910 : Lever de lune[9].
- Salon de Bruxelles de 1914 : Paysage (peinture)[10].

### Collections muséales
- Musée Émile Van Doren à Genk : Le Ruisseau[11].
- Musée de Bokrijk à Genk : des aquarelles[12].